# 朗迪弗利耶
朗迪弗利耶（法語：Rang-du-Fliers，法語發音：[ʁɑ̃ dy flije]）是法国上法蘭西大區加来海峡省的一个市镇，位于该省西南部，属于蒙特勒伊区。

## 地理
朗迪弗利耶（50°25'3"N, 1°38'23"E）面积10.47 平方千米，位于法国上法蘭西大區加来海峡省，该省份为法国北部沿海省份，西北濒北海，南至索姆省，东临北部省。
与朗迪弗利耶接壤的市镇（或旧市镇、城区）包括：艾龙圣母村、阿龙圣瓦斯特、贝尔克、梅利蒙、韦尔通、瓦伊博康。

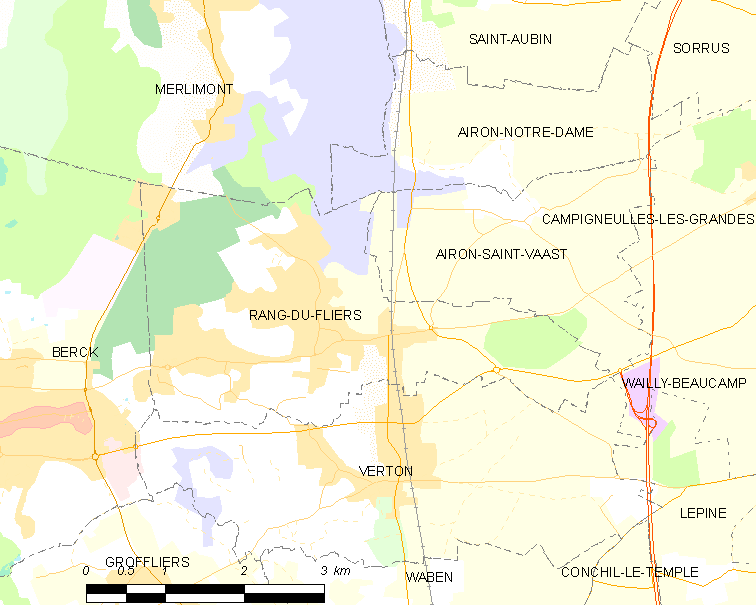
朗迪弗利耶的OSM定位图

朗迪弗利耶的时区为UTC+01:00、UTC+02:00（夏令时）。

## 行政
朗迪弗利耶的邮政编码为62180，INSEE市镇编码为62688。

## 政治
朗迪弗利耶所属的省级选区为贝尔克县。

## 人口

1962-2008年间朗迪弗利耶人口变化图示

朗迪弗利耶于2022年1月1日时的人口数量为4339人。